# Canton de Châteldon
Le canton de Châteldon est une ancienne division administrative française située dans le département du Puy-de-Dôme en région Auvergne.

## Géographie
Ce canton est organisé autour de Châteldon dans l'arrondissement de Thiers. Son altitude varie de 259 m (Ris) à 947 m (Lachaux) pour une altitude moyenne de 377 m.

## Histoire
- De 1833 à 1848, les cantons de Châteldon et de Saint-Rémy-sur-Durolle avaient le même conseiller général. Le nombre de conseillers généraux était limité à 30 par département.
- Les redécoupages des arrondissements, intervenus en 1926 et 1942, n'ont pas affecté le canton de Châteldon.
- Le canton de Châteldon a été supprimé à la suite du redécoupage des cantons appliqué le 25 février 2014 par décret. Les six communes intègrent le canton de Maringues[1].

## Représentation

### Conseillers généraux de 1833 à 2015
| Période         | Période          | Identité                     | Étiquette    | Qualité |
| --------------- | ---------------- | ---------------------------- | ------------ | --- |
| 1833            | 1842             | Jacques Chomette (1791-1848) |              | Notaire |
| 1842            | 1848             | Baron Prosper de Barante     | Libéral      | Pair de France, ambassadeur en Russie Ancien conseiller général du Canton de La Tour-d'Auvergne                                                                    |
| 1848            | 1852             | Alexandre Chassaigne-Goyon   | Bonapartiste | Avocat Député (1849-1851) Maire de Thiers |
| 1852            | 1864             | Laurent Chassaigne-Dufour    | Droite       | Propriétaire à Thiers |
| 1864            | 1883             | Ernest Chassaigne            | Droite       | Propriétaire, maire de Châteldon |
| 1883            | 1895             | Joseph Claussat              | Républicain  | Inspecteur des enfants assistés Maire de Châteldon |
| 1895            | 1907             | Camille Thave                | Républicain  | Maire de Ris (1878-1882 et 1883-1912) |
| 1907            | 1925 (décès)     | Joseph Claussat              | SFIO         | Médecin - Maire de Châteldon (1908-1925) Député (1911-1925) |
| 1926            | 1940             | Ernest Laroche               | SFIO         | Verrier puis administrateur de coopérative Maire de Puy-Guillaume Député (1928-1932 et 1936-1940)                                                                  |
|                 |                  |                              |              | |
| 1945            | 1965 (décès)     | Francis Dassaud              | SFIO         | Mécanicien - Sénateur (1946-1965) Maire de Puy-Guillaume (1945-1965)                                                                                               |
| 30 janvier 1966 | 1970             | René Verdier                 | SFIO         | Maire de Châteldon (1965-1978) |
| 1970            | 1976             | Roger Roche                  | RI           | Négociant |
| 1976            | 1983 (décès)     | Michel Citerne               | PS puis DVG  | Professeur de dessin industriel Maire de Paslières |
| 1983            | 1988             | Genest Fradin (1919-2002)    | PS           | Maire de Châteldon (1978-1989) |
| 1988            | 2010 (démission) | Michel Charasse              | PS, puis DVG | Fonctionnaire Sénateur du Puy-de-Dôme (1981-1988 et 1992-2010), Maire de Puy-Guillaume (1977-2010), Ministre du Budget (1988-1992) Conseiller régional (1979-1987) |
| 2010            | 2015             | Caroline Dalet               | PG           | Animatrice EHPAD de Maringues Conseillère municipale de Châteldon Elue en 2015 dans le Canton de Maringues                                                         |

Caroline Dalet devient conseillère générale le 24 février 2010 en tant que suppléante de Michel Charasse, nommé au Conseil constitutionnel.

### Conseillers d'arrondissement (de 1833 à 1940)
| Période                                  | Période           | Identité                      | Étiquette | Qualité |
| ---------------------------------------- | ----------------- | ----------------------------- | --------- | --- |
| 1833                                     | 1839              | Antoine Gras-Marcel           |           | Propriétaire, maire de Châteldon                                                                            |
| 1839                                     | 1845              | François-Adrien de La Murette |           | Propriétaire à Châteldon                                                                                    |
| 1845                                     | 1848              | Claude-Félix Roche            |           | Notaire à Châteldon                                                                                         |
| 1848                                     | 1852              | François-Hippolyte Raynaud    |           | Propriétaire, maire de Puy-Guillaume                                                                        |
| 1852                                     |                   | Claude-Félix Roche            |           | Notaire à Châteldon                                                                                         |
| 1867                                     | 1871              | François-Hippolyte Raynaud    |           | Propriétaire, maire de Puy-Guillaume                                                                        |
| 1871                                     | 1878 (décès)      | Victor Fauquemont (1831-1878) |           | Notaire à Puy-Guillaume                                                                                     |
| 21 juil. 1878                            | 1883              | M. Gerbaud-Ducher             |           | Juge de paix, propriétaire                                                                                  |
| 1883                                     | 1884 (annulation) | Étienne Béchon                |           | Maire de Paslières, suppléant du juge de paix                                                               |
| 1884                                     | 1895              | Étienne Béchon                |           | Maire de Paslières, suppléant du juge de paix                                                               |
| 1895                                     | 1910              | Jean Rivet-Descombes          | Radical   | Charpentier à Châteldon                                                                                     |
|                                          |                   |                               |           | |
| 1913                                     | 1928              | Joseph Soanin                 | SFIO      | Cultivateur, maire de Paslières                                                                             |
| 1928                                     | 1940              | Lucien Gouillardon            | SFIO      | Agent général d'assurances, conseiller municipal de Lachaux                                                 |
| 1940                                     |                   |                               |           | Les conseils d'arrondissement ont été suspendus par la loi du 12 octobre 1940 et n'ont jamais été réactivés |
| Les données manquantes sont à compléter. |                   |                               |           | |

## Composition
Le canton de Châteldon groupait 6 communes et comptait 6 295 habitants en 2012 (population municipale).
| Nom                   | Code Insee | Intercommunalité           | Population (dernière pop. légale) |
| --------------------- | ---------- | -------------------------- | --------------------------------- |
| Châteldon (chef-lieu) | 63102      | CC Thiers Dore et Montagne | 780 (2014)                        |
| Lachaux               | 63184      | CC Thiers Dore et Montagne | 285 (2014)                        |
| Noalhat               | 63253      | CC Thiers Dore et Montagne | 247 (2014)                        |
| Paslières             | 63271      | CC Thiers Dore et Montagne | 1 556 (2014)                      |
| Puy-Guillaume         | 63291      | CC Thiers Dore et Montagne | 2 665 (2014)                      |
| Ris                   | 63301      | CC Thiers Dore et Montagne | 786 (2014)                        |

## Démographie
| 1962  | 1968  | 1975  | 1982  | 1990  | 1999  | 2006  | 2011  | 2012  |
| ----- | ----- | ----- | ----- | ----- | ----- | ----- | ----- | ----- |
| 6 257 | 5 839 | 5 784 | 5 918 | 5 883 | 5 842 | 6 132 | 6 270 | 6 295 |